# Hammerensgade
Hammerensgade er en gade tæt ved Frederiksstaden i Indre By, København, hvor den forbinder Store Kongensgade og Grønningen. Gaden blev opkaldt efter den 183 ha store rundklippe Hammerknuden på det nordlige Bornholm i 1920. Fra 1908 til 1920 hed den Hammershusgade, men det navn var i forvejen optaget af Hammershusgade på Østerbro.
Gaden er en af fire gader med bornholmske navne i et lille kvarter mellem Esplanaden, Grønningen og Store Kongensgade (de øvrige er Jens Kofods Gade, Poul Ankers Gade og Bornholmsgade). Hvor kvarteret ligger nu, anlagdes i 1789 Husarkasernen. I 1898 erstattedes kasernen af en ny på Østerbro, og de gamle bygninger blev revet ned i 1902. Desuden blev Grønningen flyttet et stykke mod nordøst til sin nuværende placering. Det var planen at opføre etageejendomme med store lejligheder i området. Imidlertid havde man ramt en tid med overproduktion af boliger, så det kom til at tage over tre årtier at få hele kvarteret bebygget.

## Bebyggelse
Hjørneejendommen Hammerensgade 2 / Store Kongensgade 118 blev opført for Reassurancekompagniet Salamandara i 1926-1927 efter tegninger af Axel Preisler. Samme selskab stod også bag den hvide beboelsesejendom Bornholmsgade 3 / Hammerensgade 4, der blev opført i 1921 efter tegninger af Einar Madvig og Gotfred Tvede. Grækenlands ambassade har til huse på hjørnet i Hammerensgade 4. Hjørneejendommen Bornholmsgade 8 / Hammerensgade 6 overfor blev opført for A/S Genforsikringsselskabet Rossia i 1921 efter tegninger af Thorvald Gundestrup. Facaden er i kalksandsten, men ellers er det især gesimsen med sparrehoveder mellem anden og tredje sal, der falder i øjnene. Hammerensgade 8 / Grønningen 7-9 blev opført som en af de sidste i kvarteret efter tegninger af Ib Lunding i 1936. Ejendommen er kendt som Champagnehuset, fordi trappevinduerne er udformet som champagnebobler.
Den trefløjede murstensejendom Hammerensgade 1 / Store Kongensgade 122 / Jens Kofods Gade 2 med de afrundede hjørner blev opført i 1906. Ved opførelsen blev den kaldt for Hammershus. De hvidkalkede ejendomme ved siden af i Hammerensgade 3 og Jens Kofods Gade 4 blev opført i 1925. Bygningerne ud mod de to parallelgader er forbundet med en mellembygning. De er desuden aftrappet mod Grønningen af hensyn til naboen Hagemanns Palæ.
Hagemanns Palæ i Hammerensgade 5 / Grønningen 11 / Jens Kofods Gade 6 blev opført for bankier Paul Hagemann i 1918 efter tegninger af Carl Brummer. Den trefløjede grågule toetages bygning skiller sig noget ud fra de omkringliggende fem-seks etages ejendomme. Årsagen til at Hagemann kunne købe grunden og nøjes med palæet er dog formentlig, at salget af byggegrunde gik dårligt på det tidspunkt. Hagemann solgte palæet til den finske stat i 1943. I mange år var der ambassade i bygningen, men nu er den residens for ambassadøren.